# Georg Christoph Lichtenberg
(Georg Christoph Lichtenberg, in Zibaldone segreto a cura di Franco Farina, ed. Virgilio, Milano 2002, p.82)
Georg Christoph Lichtenberg (Ober-Ramstadt, 1º luglio 1742 – Gottinga, 24 febbraio 1799) è stato un fisico, scrittore e aforista tedesco.

## Biografia
Lichtenberg era l'ultimo di diciassette figli del pastore protestante luterano Johann Conrad Lichtenberg (1689—1751). In seguito a una deformazione della spina dorsale prima dell'età adulta, causata da una caduta da bambino, diventò gobbo. Nel 1763 riuscì ad entrare alla Georg-August-Universität Göttingen, in cui nel 1769 divenne professore straordinario di fisica, e infine nel 1775 un professore ordinario. Lichtenberg fu uno dei primi scienziati ad introdurre nelle proprie lezioni esperimenti con apparecchiature; per questo fu una delle figure intellettuali d'Europa maggiormente popolari e rispettate.

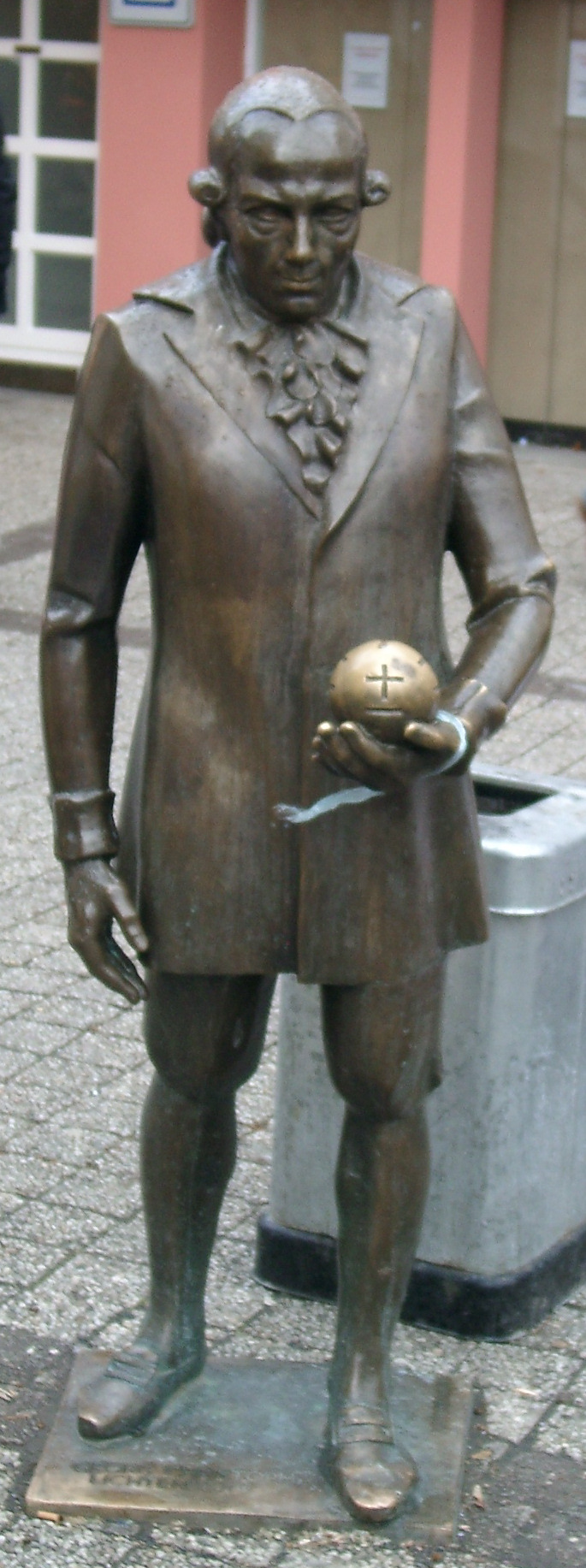
Monumento a Lichtenberg, Gottinga, Piazza del Mercato

Ebbe anche buoni rapporti con altri grandi personaggi della sua epoca, come Goethe e Kant. Nel 1793 Alessandro Volta visitò Göttingen appositamente per vedere proprio gli esperimenti di Lichtenberg; nello stesso anno fu anche eletto membro della Royal Society. Ai giorni nostri è ricordato soprattutto per le sue ricerche riguardanti l'elettricità o più precisamente per le cosiddette Figure di Lichtenberg.
Fu vicino all'Illuminismo, a cui lo univano il materialismo, l'anticlericalismo e lo scetticismo filosofico.
(da Lo scandaglio dell'anima)
(ibidem)
Per quanto concerne la vita sentimentale, Lichtenberg ebbe molte relazioni, la maggior parte delle quali con donne di bassa estrazione sociale. Nel 1777, a 35 anni, conobbe la tredicenne Maria Stechard, che andò a vivere stabilmente con lui a 16 anni  dopo il 1780, e morirà due anni dopo (1782); nel 1783 incontrò Margarethe Kellner (1768-1848), con cui convolò a nozze nei primi giorni del 1789 con la convinzione che sarebbe morto di lì a poco e che la donna necessitasse di una pensione. La donna gli diede sei bambini, vivendo poi altri 49 anni dopo la sua morte.

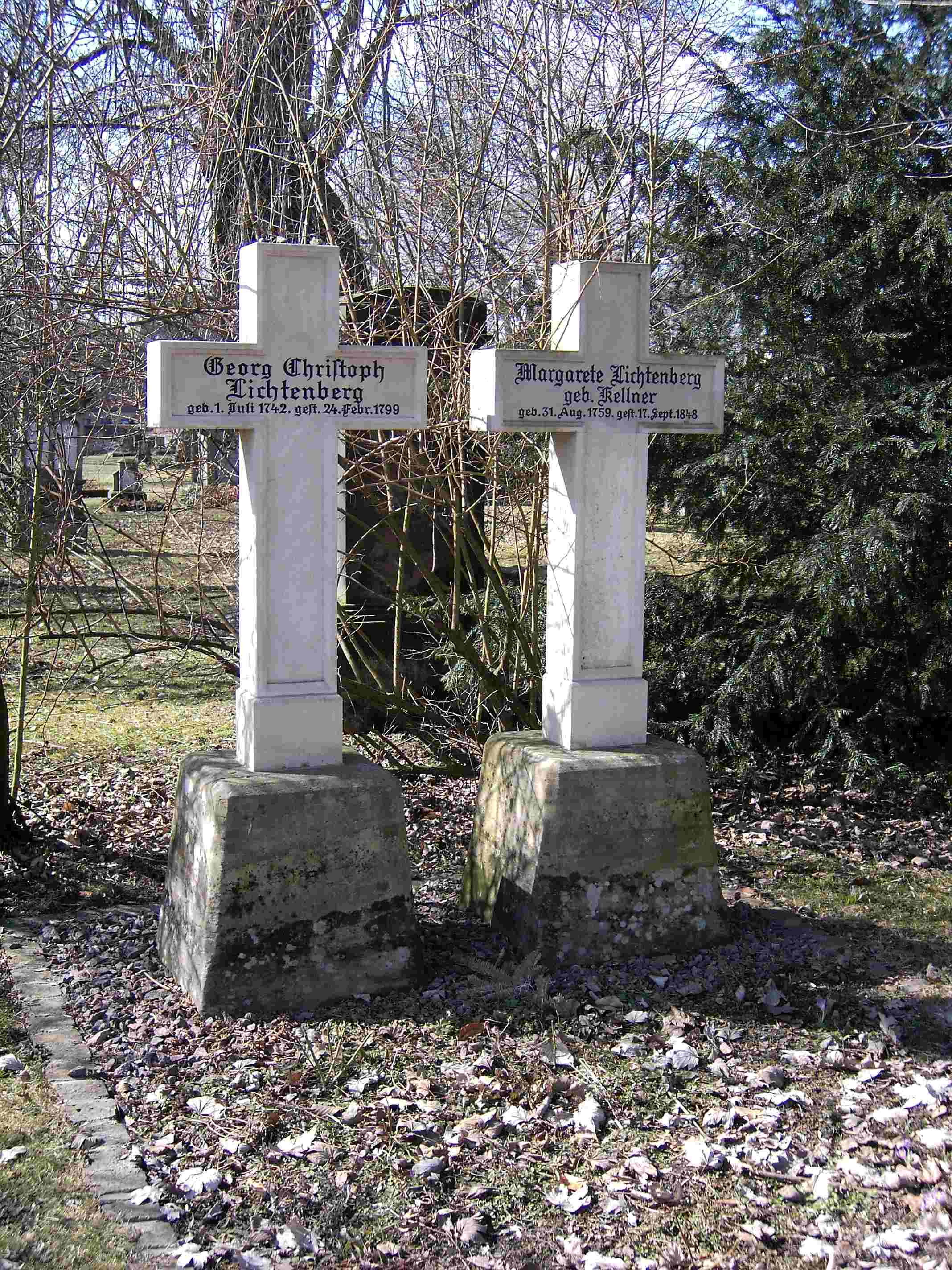
Tomba dei coniugi Lichtenberg

Lichtenberg visse ancora un decennio, morendo a 56 anni dopo una breve malattia (1799).
(da Osservazioni e pensieri)
Nonostante il dichiarato ateismo, la moglie lo fece seppellire nel cimitero protestante di Göttingen, dove sarà sepolta anche lei.

## Traduzioni italiane
- Osservazioni e massime, trad. di Enrico Burich, Lanciano, Carabba, 1915 (rist. 2009)
- Osservazioni e pensieri, trad. di Nello Saito, Torino, Einaudi, 1966
- Libretto di consolazione, trad. di Adolfo Fabbio, Milano, Rizzoli, 1981
- Lo scandaglio dell'anima: aforismi e lettere, trad. di Anacleto Verrecchia, Milano, Rizzoli, 2002
- Zibaldone segreto, trad. di Francesco Franco Farina, Milano, Edizioni Virgilio s.a.s., 2002
- La luce nera dell'umorismo, trad. di Berlinghiero Buonarroti, in Tuttologia e Contro Zam, Viareggio, Edizioni Cinquemarzo, collana Diaforia, 2017